# Towarzystwo Młodokaszubów
Towarzystwo Młodokaszubów (kasz. Towarzëstwò Młodokaszëbów) – organizacja założona w sierpniu 1912 roku w Gdańsku. Jej sekretarzem był doktor Aleksander Majkowski. Do najznamienitszych poetów wchodzących w jej skład należeli, prócz Majkowskiego, Jan Karnowski oraz ks. Leon Heyke. Za podstawowy cel Towarzystwo stawiało sobie obudzenia w Kaszubach własnej świadomości etnicznej oraz promowanie wiedzy o nich, a także włączenie ich w nurt życia ogólnopolskiego. Młodokaszubi zamieszczali swoje publikacje w czasopiśmie „Gryf”. Ich hasło brzmiało Co kaszubskie, to polskie – wyrażało to myśl, iż wbrew różnicom językowym stanowią niewyodrębnioną część narodu polskiego ugruntowaną wspólną historią, kulturą oraz religią.

## Twórczość
Twórczość Młodokaszubów bazowała przeważnie na motywach kaszubskiej mitologii oraz tradycji. Krytykowano ponadto szerzące się pośród Kaszubów pieniactwo, zabobonność, pijaństwo i brak ogłady. Traktują o tym między innymi poemat epicki Majkowskiego pod tytułem Jak w Koscérznie kòscelnégò òbrelë abò piãc kawalerów a jednô jedinô brutka (1899) oraz tomik poezji Jana Karnowskiego Nowòtné spiéwë.